# Heterokrohnia mirabilis
Heterokrohnia mirabilis is een soort in de taxonomische indeling van de pijlwormen. De worm is langwerpig (torpedovormig) en bedekt met een cuticula. Het lichaam bestaat uit een kop, een lijf en een staart. Aan de zijkanten van de kop bevinden zich enkele haakvormige stekels, die de mond omsluiten en dienstdoen als grijporgaan voor prooien. Verder is de pijlworm carnivoor.
Het dier behoort tot het geslacht Heterokrohnia en behoort tot de familie Heterokrohniidae. De wetenschappelijke naam van de soort werd voor het eerst geldig gepubliceerd in 1911 door Ritter-Záhony.